# フランチェスコ・マリア・グアッツォ

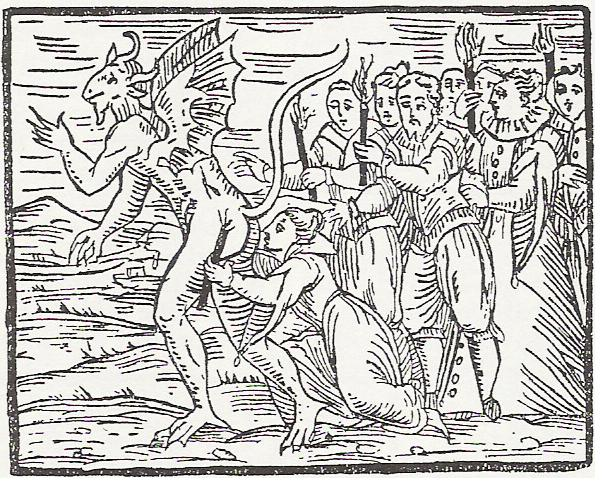
フランチェスコ・マリア・グアッツォの『悪行要論』（1608年）に載せられている、悪魔の肛門にキスする魔女の絵。

フランチェスコ・マリア・グアッツォ（Francesco Maria Guazzo、1570年–16??年)は、イタリアの司祭で、『悪行要論』の著者。『悪行要論』は『魔女に与える鉄槌』と比較されるほど有数の魔女関連文献となったが、グアッツォ自身は魔女裁判を監督せず、尋問もしなかったためか、ニコラ・レミやジャン・ボダンほど当時の名声を手にしなかった。マルティン・ルターは悪魔から生まれた子であると主張したルドヴィコ・マリア・シニストラリと同じように、ルターを魔王と女信者の結合により生まれたと断定している。